# Haarlemse Honkbalweek 1996
De Haarlemse Honkbalweek 1996 was de naam voor een honkbaltoernooi gehouden in het Pim Mulier stadion in Haarlem van 28 juni tot en met 7 juli 1996.
De deelnemende teams waren Nederland, Aruba, Cuba, Japan (titelverdediger) en de Sullivans.
Eerst speelde ieder team één wedstrijd tegen elk ander team. Daarna volgden de Play-offs. Op het laatst speelden de nummers één en twee de finale.

## Wedstrijdprogramma
| Aruba     | Japan     | 5-8   |
| Nederland | Aruba     | 17-8  |
| Sullivans | Cuba      | 4-7   |
| Cuba      | Nederland | 9-7   |
| Japan     | Sullivans | 0-8   |
| Japan     | Nederland | 9-3   |
| Sullivans | Aruba     | 12-2  |
| Cuba      | Japan     | 11-4  |
| Aruba     | Cuba      | 3-12  |
| Nederland | Sullivans | 19-11 |

## Vriendschappelijke wedstrijd
| Curaçao | Aruba | 2-12 |

## Play-offs
| Nederland | Sullivans | 11-10 |
| Japan     | Aruba     | 10-1  |
| Cuba      | Nederland | 10-4  |
| Sullivans | Japan     | 6-3   |
| Sullivans | Nederland | 8-12  |

## Stand in de poule
| 1. | Cuba      |
| 2. | Nederland |
| 3. | Sullivans |
| 4. | Japan     |
| 5. | Aruba     |

## Finale
| Cuba | Nederland | 14-5 |

| Kampioen: CUBA (2de titel) |

## Persoonlijke prijzen
- Beste slagman: Carlos Alberto Tabares (Cuba)
- Beste pitcher: Yasuhiro Sato (Japan)
- Homerun King: Adonis Kemp (Nederland)
- Meest waardevolle speler: Giel ten Bosch (Nederland)
- Meest populaire speler: Jeffrey Cranston (Nederland)

1e in 1961 · 2e in 1963 · 3e in 1966 · 4e in 1968 · 5e in 1969 · 6e in 1971 · 7e in 1972 · 8e in 1974 · 9e in 1976 · 10e in 1978 · 11e in 1980 · 12e in 1982 · 13e in 1984 · 14e in 1988 · 15e in 1990 · 16e in 1992 · 17e in 1994 · 18e in 1996 · 19e in 1998 · 20e in 2000 · 21e in 2002 · 22e in 2004 · 23e in 2006 · 24e in 2008 · 25e in 2010 · 26e in 2012 · 27e in 2014 · 28e in 2016 · 29e in 2018